# فتحي أبو طالب
المشير الركن فتحي محمد أبو طالب (ولد 1933 في عمّان - 3 نوفمبر 2016) هو رئيس أسبق لهيئة أركان الجيش الأردني وكان عضو في مجلس الأعيان الأردني.

## مولده وتعليمه العسكري
ولد فتحي أبو طالب في وادي السرور في عمان بالأردن عام 1933م وأنهى دراسته الثانوية في مدارس عمان. تخرج في الكلية العسكرية الملكية عام 1954 ثم حصل على بكالوريوس العلوم العسكرية من كلية أركان قوات الدفاع (بالإنجليزية: Defence Services Staff College) بالهند سنة 1966، ثم على درجتي ماجستير في العلوم العسكرية إحداهما من جامعة مؤتة والأخرى من بريطانيا.

## المناصب القيادية
عقب تخرج أبي طالب عام 1954م، التحق بسلاح الدروع حيث تقلب في المناصب القيادية الميدانية من قائد فصيل إلى قائد فرقة مدرعة، بالإضافة إلى وظائف ضابط ركن بالقيادات الميدانية والقيادة العامة، وفي سنة 1970 عُين أبو طالب مساعدًا للملحق الدفاعي الأردني في لندن، ثم عُين ملحقًا دفاعيًا للمملكة الأردنية في واشنطن بين عامي 1971 و1974م، وعقب عودته من الولايات المتحدة الأمريكية عُين مديرًا للاستخبارات العسكرية ثم قائدًا لفرقة مدرعة، فمساعدًا لرئيس هيئة الأركان للاستخبارات سنة 1979. وفي 15 أغسطس 1981 عُين أبو طالب قائدًا للجيش الأردني (رئيس هيئة الأركان المشتركة)، خلفًا للأمير زيد بن شاكر.

## عضويته بمجلس الأعيان
في عام 2003م عُين فتحي أبو طالب عضوًا بمجلس الأعيان في دورتيه الحادية والعشرين والثانية والعشرين. وانتهت عضويته بحل مجلس الأعيان الثاني والعشرين في 25 نوفمبر 2010.

## الأوسمة
- وسام الاستقلال من الدرجة الأولى[1]
- وسام الكوكب من الدرجة الأولى[1]
- وسام النهضة المرصع من الدرجة الأولى[1]
- عدة أوسمة من دول أجنبية[2]

## أسرته
للمشير الركن فتحي أبو طالب ابنة واحدة وثلاثة أولاد.